# Saint-Martin-du-Frêne
Saint-Martin-du-Frêne è un comune francese di 1 118 abitanti situato nel dipartimento dell'Ain della regione dell'Alvernia-Rodano-Alpi.

## Società

### Evoluzione demografica
Abitanti censiti